# Liste der Baudenkmäler in Nonnweiler
In der Liste der Baudenkmäler in Nonnweiler sind alle Baudenkmäler der saarländischen Gemeinde Nonnweiler nach ihren Ortsteilen aufgelistet. Grundlage ist die Veröffentlichung der Landesdenkmalliste im Amtsblatt des Saarlandes vom 22. Dezember 2004 und die aktuelle Teildenkmalliste des Landkreises St. Wendel in der Fassung vom 9. August 2017.

## Bierfeld
| Lage                                    | Bezeichnung                               | Beschreibung | Bild |
| --------------------------------------- | ----------------------------------------- | --- | ---- |
| Am Butzenberg 5 49,60987° N, 6,94882° O | Bauernhaus                                | Erbaut in der ersten Hälfte des 19. Jahrhunderts. |      |
| Auensbach 49,609547° N, 6,950668° O     | Altar, Figuren und Kelch der kath. Kirche | Die kath. Kirche St. Wendalinus wurde als moderner Bau 1962 erbaut. Altar, Figuren und Kelch standen bereits in der alten Kapelle und stammen aus dem 18. Jahrhundert. |      |

## Braunshausen
| Lage                                                   | Bezeichnung                                      | Beschreibung | Bild |
| ------------------------------------------------------ | ------------------------------------------------ | --- | --- |
| Karl-Diehl-Straße/Mariahütte 49,590148° N, 6,977542° O | Ensemble Mariahütte                              | Um 1580 wurde bei Nonnweiler ein Hammerwerk gegründet. Nachdem industrielle Verfahren im 19. Jahrhundert den Aufschwung der Hütten in Neunkirchen und entlang der Saar brachten, stellte man in der Mariahütte auf einen Gießereibetrieb um. Heute gehört der Standort zum Unternehmen Diehl Defence. Von der alten Hütte sind einige Fabrikgebäude erhalten, Arbeiterwohnhäuser, Villen und Herrenhäuser der einstigen Besitzer und große Teile eines Hofguts. | Um 1580 wurde bei Nonnweiler ein Hammerwerk gegründet. Nachdem industrielle Verfahren im 19. Jahrhundert den Aufschwung der Hütten in Neunkirchen und entlang der Saar brachten, stellte man in der Mariahütte auf einen Gießereibetrieb um. Heute gehört der Standort zum Unternehmen Diehl Defence. Von der alten Hütte sind einige Fabrikgebäude erhalten, Arbeiterwohnhäuser, Villen und Herrenhäuser der einstigen Besitzer und große Teile eines Hofguts. |
| Karl-Diehl-Straße/Mariahütte 49,590148° N, 6,977542° O | Ensemble Mariahütte                              | Karl-Diehl-Straße, Brunnen (Einzeldenkmal): Der gusseiserne Brunnen wurde in der ersten Hälfte des 19. Jahrhunderts gefertigt. Das Wasser läuft über einen quadratischen Sockel mit Löwenkopfausguss in ein halbrundes Becken. Rocaille-Elemente und ein Wappen derer von Beulwitz zieren den Sockel. Darauf steht eine kannelierte Rundsäule mit Vase. | |
| Karl-Diehl-Straße/Mariahütte 49,590148° N, 6,977542° O | Ensemble Mariahütte                              | Karl-Diehl-Straße, Denkmal für Christian Alexander v. Beulwitz, um 1830 (Einzeldenkmal) | |
| Karl-Diehl-Straße/Mariahütte 49,590148° N, 6,977542° O | Ensemble Mariahütte                              | Karl-Diehl-Straße, Fabrikgebäude, 2. Hälfte 19. Jh. (Einzeldenkmal) | |
| Karl-Diehl-Straße/Mariahütte 49,590148° N, 6,977542° O | Ensemble Mariahütte                              | Karl-Diehl-Straße, Fabrikgebäude, 1. Viertel 19. Jh. (Einzeldenkmal) | |
| Karl-Diehl-Straße/Mariahütte 49,590148° N, 6,977542° O | Ensemble Mariahütte                              | Karl-Diehl-Straße o. Nr., Wohnhaus, um 1900 (Ensemblebestandteil) | |
| Karl-Diehl-Straße/Mariahütte 49,590148° N, 6,977542° O | Ensemble Mariahütte                              | Karl-Diehl-Straße 5, Wohnhaus, 1891–92 (Ensemblebestandteil) | |
| Karl-Diehl-Straße/Mariahütte 49,590148° N, 6,977542° O | Ensemble Mariahütte                              | Karl-Diehl-Straße 8/9, Doppelwohnhaus für Arbeiter, 1. Viertel 20. Jh. (Ensemblebestandteil) | |
| Karl-Diehl-Straße/Mariahütte 49,590148° N, 6,977542° O | Ensemble Mariahütte                              | Karl-Diehl-Straße 10/11, Doppelwohnhaus für Arbeiter, 1899 (Ensemblebestandteil) | |
| Karl-Diehl-Straße/Mariahütte 49,590148° N, 6,977542° O | Ensemble Mariahütte                              | Karl-Diehl-Straße 12/13, Doppelwohnhaus für Arbeiter, 1906 (Ensemblebestandteil) | |
| Karl-Diehl-Straße/Mariahütte 49,590148° N, 6,977542° O | Ensemble Mariahütte                              | Mariahütte, Durchfahrt und Torbogen, 1888 (Ensemblebestandteil) | |
| Karl-Diehl-Straße/Mariahütte 49,590148° N, 6,977542° O | Ensemble Mariahütte                              | Mariahütte, Hofgut, Gesindehaus und Wirtschaftsgebäude, 1809 (Ensemblebestandteil) | |
| Karl-Diehl-Straße/Mariahütte 49,590148° N, 6,977542° O | Ensemble Mariahütte                              | Mariahütte, Gebäude Nr. 9/10, Fabrikhallen, 1939 (Ensemblebestandteil) | |
| Karl-Diehl-Straße/Mariahütte 49,590148° N, 6,977542° O | Ensemble Mariahütte                              | Mariahütte, Gebäude Nr. 62, Fabrikhalle, 1898–99 (Ensemblebestandteil) | |
| Karl-Diehl-Straße/Mariahütte 49,590148° N, 6,977542° O | Ensemble Mariahütte                              | Mariahütte, Hofgut, Pferdestall, 4. Viertel 19. Jh. (Ensemblebestandteil) | |
| Karl-Diehl-Straße/Mariahütte 49,590148° N, 6,977542° O | Ensemble Mariahütte                              | Mariahütte, Hofgut, Kuhstall, 1888 (Ensemblebestandteil) | |
| Karl-Diehl-Straße/Mariahütte 49,590148° N, 6,977542° O | Ensemble Mariahütte                              | Mariahütte, Hofgut, Geflügelstall, 19. Jh. (Ensemblebestandteil) | |
| Karl-Diehl-Straße/Mariahütte 49,590148° N, 6,977542° O | Ensemble Mariahütte                              | Mariahütte, Generator, 1914 (Einzeldenkmal) | |
| Karl-Diehl-Straße/Mariahütte 49,590148° N, 6,977542° O | Ensemble Mariahütte                              | Mariahütte, kath. Kapelle Maria Immaculata (Einzeldenkmal): Die Unternehmerfamilie von Beulewitz ließ im Jahr 1836 auf dem Werksgelände der Hütte eine spätklassizistische Kapelle errichten. Im Jahre 1976/77 wurde sie grundlegend renoviert. Die Kapelle ist ein Ovalbau mit flachen Pilastern und Blendarkaden. Auf dem geschieferten Kuppeldach sitzt sich eine zweistöckige Laterne in neugotischem Stil. Die Innenwände sind mit Nischen gegliedert. Zur Ausstattung gehört ein hölzerner Altar von 1836, eine hölzerne Marienfigur auf einem gotisierten Sockel und eine lebensgroße Marienfigur aus Sandstein aus dem Jahr 1756. | |
| Karl-Diehl-Straße/Mariahütte 49,590148° N, 6,977542° O | Ensemble Mariahütte                              | Mariahütte, Hofgut, Eulenhaus, Remise (Einzeldenkmal): Die aufgrund ihrer Erscheinung „Eulenhaus“ genannte Remise aus hellem Sandstein ist ein offener Bau mit weit auskragendem Krüppelwalmdach. An den Giebelseiten sitzt jeweils ein Rundbogentor mit zwei darüber liegenden Rundfenstern. Einer der Langseiten ist geschlossen, die andere ist mit drei Rundbögen geöffnet. Das Gebäude wurde im 18. Jahrhundert errichtet. | |
| Karl-Diehl-Straße/Mariahütte 49,590148° N, 6,977542° O | Ensemble Mariahütte                              | Mariahütte, Hofgut, „Härehaus“, Herrenhaus mit Anbau, Wasserbecken, 1764 (Einzeldenkmal) | |
| Karl-Diehl-Straße/Mariahütte 49,590148° N, 6,977542° O | Ensemble Mariahütte                              | Mariahütte 6, Villa von Beulwitz, 1902 (Einzeldenkmal) | |
| Zum Engelsbach 49,58151° N, 6,99143° O                 | Heiligenhäuschen am Friedhof, Kreuzigungsfiguren | Erbaut im 18. Jahrhundert | |

## Kastel
| Lage                                     | Bezeichnung               | Beschreibung | Bild |
| ---------------------------------------- | ------------------------- | --- | ---- |
| Buweilerstraße 49,569983° N, 6,96591° O  | Kath. Pfarrhaus           | Das Pfarrhaus wurde im 18. Jahrhundert über annähernd quadratischem Grundriss errichtet. Der zweigeschossige Putzbau wurde über niedrigem Sockel errichtet, der zur Rückseite weit aus dem Boden ragt. Zur Straßenseite besitzt das Gebäude vier Fensterachsen mit leicht profiliertem Gewände. Eckquaderungen betonen die Gebäudeecken. Man betritt das Haus über einen Eckrisaliten an der hinteren Gebäudeecke.                                        |      |
| Buweilerstraße 49,570123° N, 6,968532° O | Kath. Kirche St. Wilfried | Ältester Teil der Kirche ist der Turm aus dem 12. Jahrhundert. Das Kirchenschiff wurde 1776/77 nach Plänen von Nicolas Robin errichtet. Der dreiachsige Saalbau mit flacher Decke und Hohlkehle schließt mit einem eingezogenen Chor mit dreiseitigem Schluss. Das Portal auf der Giebelseite wird von einer Ädikula mit Rundbogen gerahmt. Im Jahr 1908 wurde der Kirchturm aufgestockt und erhielt eine neobarocke, schiefergedeckte Haube mit Laterne. |      |
| Im Brühl 6 49,57076° N, 6,96864° O       | Wohnhaus                  | Um 1800 erbaut |      |
| Im Brühl 15 49,570678° N, 6,968919° O    | Bauernhaus                | 1857 erbaut |      |
| In der Meß 32 49,57377° N, 6,97305° O    | Wohnhaus                  | In den Jahren 1921 bis 1926 erbaut. |      |

## Nonnweiler
| Lage                                         | Bezeichnung                                                                | Beschreibung | Bild |
| -------------------------------------------- | -------------------------------------------------------------------------- | --- | ---- |
| Trierer Straße 49,60632° N, 6,972091° O      | Grabmal für Carl Richard Gottbill                                          | Der kleine Obelisk steht neben der kath. Kirche. Er stammt aus dem Jahre 1836 und trägt die Inschrift „Carl Richard Gottbill, der Besitzer der Mariahütte und Bürgermeister von Trier war.“ |      |
| Trierer Straße 49,606486° N, 6,972241° O     | Grabkapelle von Beulwitz                                                   | |      |
| Trierer Straße 49,606163° N, 6,971903° O     | Pfarrkirche St. Hubertus, Hubertushorn, Hubertusbrenneisen, Skulptur, 1750 | Der „Hochwalddom“ wurde in den Jahren 1900 bis 1902 nach Entwürfen des Mainzer Dombaumeisters Ludwig Becker im neogotischen Stil errichtet. Die dreischiffige Halle wird von einem kurzen Querschiff und einem Chorraum mit Fünfzwölftelschluss abgeschlossen. Spitzbögen auf Rundsäulen trennen Mittel- und Seitenschiffe. Neben dem Giebelportal steht ein trutziger Westturm mit verschieferten Spitzhelm und vier Ecktürmchen. Im Besitz der Kirche befindet sich ein Signalhorn, das der heilige Hubertus bei der Jagd verloren haben soll. Auf dem Horn steht die Inschrift: „Nikolaus Clink Pastor hiesiger Kirche, im Jahre des Herrn 1182.“ Das hölzerne Horn mit Ziselierung wurde später zu einem Trinkhorn umfunktioniert. Zur Ausstattung der Hubertuskirche gehört außerdem der Hubertusschlüssel, ein Brenneisen, mit dem Bisswunden von Tieren geheilt wurden. Er stammt aus dem 12. Jahrhundert und wurde bis zum Jahr 1828 zur Behandlung von Tollwutkranken in Nonnweiler genutzt. |      |
| Trierer Straße 5/7 49,605975° N, 6,970654° O | Rathaus                                                                    | Das Rathaus stammt aus dem frühen 20. Jahrhundert. Es ist ein traufständiger, zweigeschossiger Putzbau mit Satteldach. Die 18 Fensterachsen mit hochrechteckigen Fenstern mit Faschenmalerei sind unregelmäßig verteilt. Der Haupteingang zum Gebäude ist über eine Freitreppe zu erreichen. Die Eingangstür besitzt ein schmales Giebelfeld mit gerader, profilierter Verdachung. |      |

## Otzenhausen
| Lage                                       | Bezeichnung               | Beschreibung | Bild |
| ------------------------------------------ | ------------------------- | --- | ---- |
| Brunnenstraße 23 49,602154° N, 6,995946° O | Bauernhaus                | Erbaut im 18. Jahrhundert |      |
| Kirchstraße 49,602536° N, 6,993463° O      | Kath. Kirche St. Valentin | Die Valentinskirche wurde 1772/73 errichtet. 1850 erweiterte man die Kirche, in dem man die Nordseite aufriss und eine Hallenkirche mit nach Norden abschließender Chorapsis baute. 1864 wurde die Kirche umgebaut und der südliche Teil des Kirchenschiffes angepasst. Außerdem erhielt das Kirchenschiff seinen heutigen Turm. Das Langhaus mit fünf Fensterachsen wird von einem Chorraum mit dreiseitigem Schluss abgeschlossen. Der neuromanische Turm mit Bogenfriesen besitzt ein reduziertes Dach ohne Haube oder Helm. |      |

## Primstal
| Lage                                         | Bezeichnung                                        | Beschreibung | Bild |
| -------------------------------------------- | -------------------------------------------------- | --- | --- |
| Mettnicher Straße 49,538921° N, 6,976455° O  | Bauernhauszeile Mettnicher Straße                  | Das Denkmalensemble besteht aus einer zusammenhängenden Häuserzeile von Bauernhäusern des 19. und frühen 20. Jahrhunderts. | Das Denkmalensemble besteht aus einer zusammenhängenden Häuserzeile von Bauernhäusern des 19. und frühen 20. Jahrhunderts. |
| Mettnicher Straße 49,538921° N, 6,976455° O  | Bauernhauszeile Mettnicher Straße                  | Mettnicher Straße 12, Bauernhaus, 1840 (Ensemblebestandteil) | |
| Mettnicher Straße 49,538921° N, 6,976455° O  | Bauernhauszeile Mettnicher Straße                  | Mettnicher Straße 2, Wohnhaus, 1. Viertel 20. Jh. (Ensemblebestandteil) | |
| Mettnicher Straße 49,538921° N, 6,976455° O  | Bauernhauszeile Mettnicher Straße                  | Mettnicher Straße 14, Bauernhaus, 1886 (Ensemblebestandteil) | |
| Mettnicher Straße 49,538921° N, 6,976455° O  | Bauernhauszeile Mettnicher Straße                  | Mettnicher Straße 16, Bauernhaus, 4. Viertel 19. Jh. (Ensemblebestandteil) | |
| Am Schwimmbad 49,53319° N, 6,96994° O        | Mühle                                              | Die Waldmühle wurde 1709 von Nikolaus Feld erbaut. 1844 brannte sie ab und 1846 wurde wieder aufgebaut. Bis 1907 wurde das Getreide mit Mahlsteinen, die durch Wasserkraft angetrieben wurden, zu Mehl verarbeitet, dann durch den Einbau eines Walzenstuhles modernisiert. Das Mühlengebäude wurde im Juli 1951 renoviert. Anfang der 1960er Jahre wurde die Mühle stillgelegt. | |
| Hauptstraße                                  | Mariengrotte, Einfriedungsmauer                    | Die Mariengrotte wurde im Jahr 1898 von Privatleuten als Nachbildung der Lourdes-Grotte erbaut. | |
| Hauptstraße 4 49,53804° N, 6,97659° O        | Bauernhaus                                         | 1846 erbaut | |
| Matzenberg                                   | Kriegerdenkmal Mettnich-Mühlfeld                   | Kriegerdenkmal für die Opfer des Ersten Weltkrieges. | |
| Matzenberg 49,53687° N, 6,978027° O          | Alte kath. Kirche Hl. Kreuzerhöhung, Chor und Turm | Von der mittelalterlichen Kirche aus dem 15. Jahrhundert sind nur noch Chor und Turm erhalten. 1806 wurde ein neues Kirchenschiff erbaut, das aber schon 1844 abgerissen wurde. Im Chor mit ⅝-Schluss und Okulus findet sich auf der Nordseite eine Sakramentsnische. Im Kreuzrippengewölbe der Turmhalle finden sich Name und Steinmetzzeichen von Hans Nentlen. | |
| Mettnicher Straße                            | Wegekreuz                                          | Errichtet 1747 | |
| Mettnicher Straße 4 49,53852° N, 6,976908° O | Bauernhaus                                         | Erbaut 1882 | |
| Zum Handenberg 49,542933° N, 6,972086° O     | Mühle                                              | Zu dem langgestreckten Gebäudekomplex mit Wohn- und Wirtschaftsgebäuden gehören eine Mahl-, eine Öl- und eine Sägemühle. Die Ölmühle, aus der die Mahlmühle entstanden ist, wurde im Jahre 1747 erbaut. Zuerst wurde auf ihr nur Lohe für die Gerber gemahlen, später dann Raps und Kohl. 1943 wurde sie stillgelegt. Die Mahlmühle war vor 1847 eine Tuchweberei. Ursprünglich war die Mühle wassergetrieben, wurde aber in den 1940er Jahren modernisiert und erhielt einen Elektromotor. Die Sägemühle wurde seit 1735 betrieben. | |

## Schwarzenbach
| Lage                                            | Bezeichnung               | Beschreibung | Bild |
| ----------------------------------------------- | ------------------------- | --- | ---- |
| Oldenburger Straße 49,597242° N, 7,022452° O    | Pfarrkirche St. Katharina | Die Katharinenkirche wurde im Jahr 1876 erbaut und wurde 1933 nach Plänen des Architekten Monz erweitert. Der einfache Saalbau wird von einer flachen Decke mit Hohlkehle gedeckt. Zwei kleine Seitenschiffe sind wie Rechtecknischen an das zweiachsige Langhaus angegliedert. Ein wenig eingezogener Rechteckchor schließt den Bau ab. Im Giebel der Portalseite prangt ein Okulus. Das einfache Portal mit zweiflügeliger Tür wird von zwei fünfseitigen Türmchen flankiert. |      |
| Oldenburger Straße 21 49,596706° N, 7,021452° O | Bauernhaus                | Erbaut im 19. Jahrhundert |      |